# Río Agly
El río Agly (en catalán Aglí) es un río de Francia que discurre por el Rosellón, por los departamentos de Aude y Pirineos Orientales. Nace en el Col de Limas, en los montes Corbières, últimas estribaciones de los Pirineos. Desemboca en el Mediterráneo, próximo a la estación balnearia de Le Barcarès, tras un recorrido de 82 km.

## Principales afluentes
Los principales afluentes del río Agly son:
- por la margen derecha:

- el río Boulzane de 34 km;
- el río Désix, de 32,4 km;

- por la margen izquierda:

- el río Maury de 18,6 km;
- el río Verdouble, de 46,8 km;
- el río Roboul de 17,8 km;

## Departamentos y pueblos atravesados
- en Aude: Camps-sur-l'Agly.
- en Pirineos Orientales: Saint-Paul-de-Fenouillet, Ansignan, Caramany, Latour-de-France, Estagel, Cases-de-Pène, Espira-de-l'Agly, Rivesaltes, Saint-Laurent-de-la-Salanque, Torreilles y Le Barcarès.

## Enlaces externos

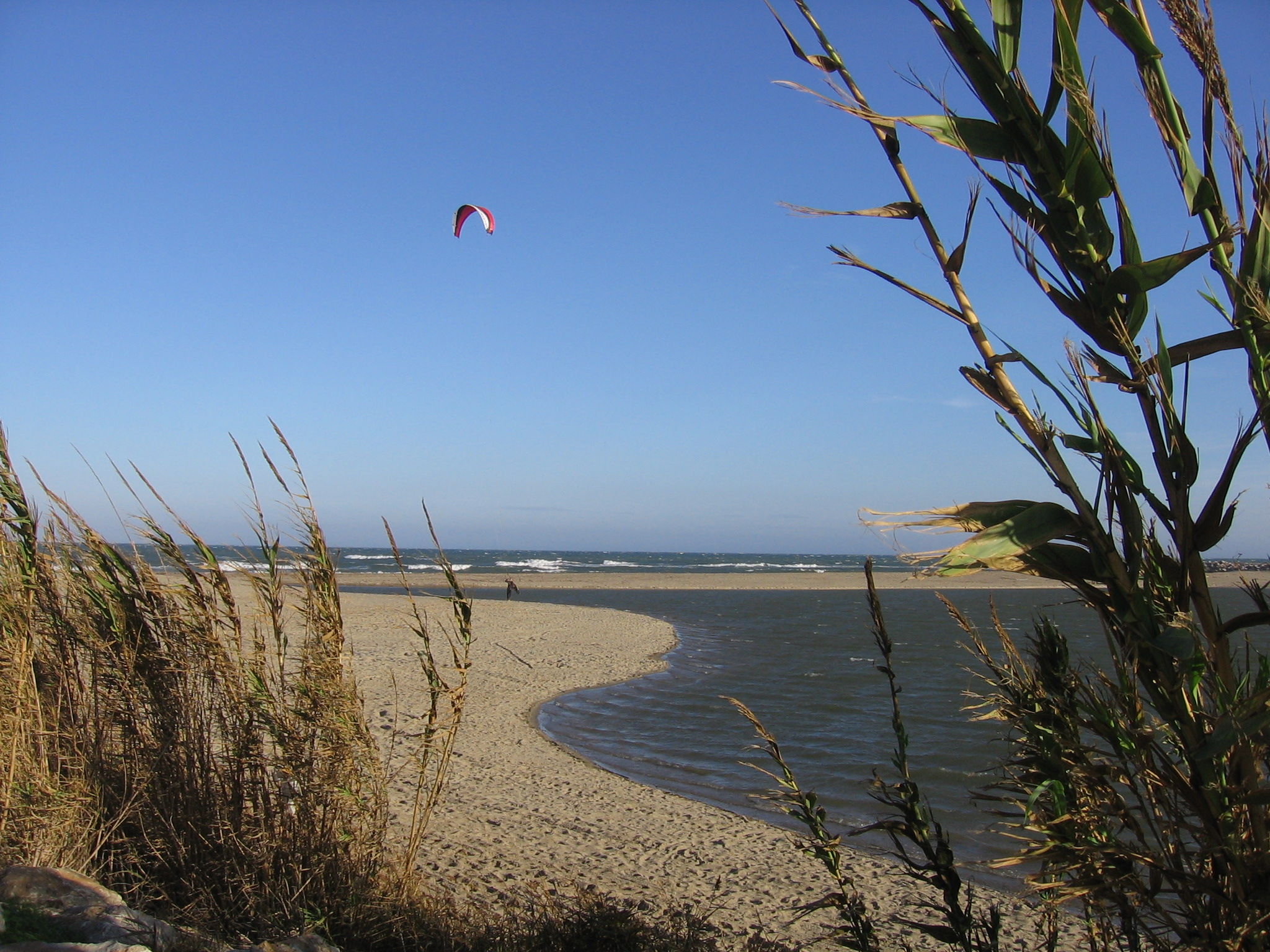
Desembocadura del río Agly en el mar Mediterráneo.